# Кельтілла
Кельтілла або Кельтілл (*Celtillus д/н —70-ті роки до н. е.) — вождь та вергобрет (верховний суддя) галльського племені арвернів, намагався стати королем Галлії.

## Життєпис
Походив зі знатного роду. Належав до молодших вождів. Близько 80 року до н. е. отримує вищу суддівську посаду — вергобрета. Багато зробив для відновлення потуги арвернів, вплив яких зменшився серед галльських племен після поразки їх вождя Бітуіта у 121 році до н. е.
Поступово став відновлювати давню могутність свого племені, планував встановити гегемонію над Галлією. Згідно з твердженням Гая Юлія Цезаря спробував у власних інтересах відновити царську владу. Вважається, це стало причиною, по якій представники інших племен влаштували заколот і вбили Кельтіллу. За іншою версію останній пав жертвою інтриг власного брата Гобанніціона. Дата цієї події достеменно невідома.